# Istituto per Ciechi Ardizzone Gioieni
L'Istituto per Ciechi Ardizzone Gioeni è un edificio a Catania sede dell'omonimo Istituto pubblico di assistenza e beneficenza. Fu costruito su disposizione testamentaria del barone di San Vito Tommaso Ardizzone Gioeni, il quale «volendo venire in soccorso dell'indigenza» volle fondare «un Ospizio-Spedale in sollievo dei ciechi indigenti di ambo i sessi». La realizzazione fu affidata all'architetto Filadelfo Fichera, e completato dal figlio Francesco Fichera. Fu quindi inaugurato il 30 maggio 1911 dal Re Vittorio Emanuele III di Savoia e dalla regina Elena del Montenegro.